# Čertanovo Severnoe
Čertanovo Severnoe (in russo Район Чертаново Северное?, Čertanovo settentrionale) è un quartiere di Mosca sito nel Distretto Meridionale.
Insieme ai quartieri di Čertanovo Central'noe e Čertanovo Južnoe, prende il nome dall'abitato di Čertanovo, che sorgeva nell'area dei tre quartieri attuali insieme ad altri nuclei abitati minori.
Entra a far parte del territorio cittadino nel 1960, con il completamento dell'MKAD.